# Up Against My Heart
| Оценки критиков      | Оценки критиков |
| Источник             | Оценка          |
| -------------------- | --------------- |
| Allmusic             | [ 1 ]           |
| Chicago Tribune      | [ 2 ]           |
| Entertainment Weekly | A+              |
| Los Angeles Times    | [ 4 ]           |
| Robert Christgau     | [ 5 ]           |

Up Against My Heart — пятый студийный альбом американской кантри-певицы и автора-исполнителя Патти Лавлесс, изданный 3 сентября 1991 года на студии MCA Records.

## История
Альбом вышел 3 сентября 1991 года на студии MCA. Он не достиг высоких позиций в чаартах (лишь № 27 в Billboard Top Country Albums). Однако получил положительные  отзывы музыкальных критиков и интернет-изданий: Allmusic, Chicago Tribune, Entertainment Weekly.

## Список композиций
1. «Jealous Bone» (Rick Giles, Steve Bogard) — 3:17
2. «Nobody Loves You Like I Do» (Kostas) — 2:52
3. «I Already Miss You (Like You’re Already Gone)» (Jim Rushing, Allen Shamblin) — 3:37
4. «Hurt Me Bad (In a Real Good Way)» (Deborah Allen, Rafe VanHoy) — 3:00
5. «If You Don’t Want Me» (Monte Warden, Emory Gordy Jr.) — 3:10
6. «I Came Straight to You» (Kevin Welch, John Barlow Jarvis) — 2:43
7. «If It’s the Last Thing I Do» (Phyllis Austin, Doug Gill) — 3:30
8. «Can’t Stop Myself from Loving You» (Kostas, Dean Folkvord) — 3:21
9. «Waitin' for the Phone to Ring» (Joe Tassi, Bob Tassi) — 2:38
10. «God Will» (Lyle Lovett) — 2:47

## Участники записи
Источник:.
Музыканты
- Deborah Allen — бэк-вокал (трек 4)
- Jerry Douglas — добро
- Stuart Duncan — Народная скрипка, мандолина
- Paul Franklin — гитара
- Steve Gibson — акустическая гитара, электрогитара, мандолина (трек 6)
- Винс Гилл — бэк-вокал (треки 6, 10)
- Эмори Горди — бас-гитара
- Tim Hensley — бэк-вокал (треки 2, 3, 7)
- John Barlow Jarvis — клавишные
- Larrie Londin — ударные
- Patty Loveless — вокал и бэк-вокал (трек 10)
- Лайл Ловетт — бэк-вокал (трек 10)
- Mac McAnally — акустическая гитара, бэк-вокал (треки 6, 9, 10)
- Долли Партон — бэк-вокал (трек 9)
- Steuart Smith — акустическая гитара, электрогитара
- Tammy Steffey — бэк-вокал (треки 2, 3, 7)

## Чарты

### Еженедельные чарты
| Чарт (1991-92)                   | Высшая позиция |
| -------------------------------- | -------------- |
| США Billboard 200                | 151            |
| США Billboard Top Country Albums | 27             |